# 스위너튼덤불다람쥐
스위너튼덤불다람쥐(Paraxerus vexillarius)는 다람쥐과에 속하는 설치류의 일종이다. 탄자니아의 토착종이다. 자연 서식지는 아열대 또는 열대 기후 지역의 습윤 산지림이다. 서식지 감소로 위협을 받고 있다.

## 아종
2종의 아종이 알려져 있다.
- P. v. vexillarius
- P. v. byatti